# Киприан Галльский
Киприан Галльский (иногда Циприан; лат. Cypriani Galli) — древнеримский латиноязычный поэт, живший в Галлии в начале V веке н. э.
О его жизни известно очень мало. Предполагается, что он был родом или жил в Галлии. По мнению Жака Фонтена, период его творчества следует датировать 397—425 годами. В своей работе о Киприане Фонтен невысоко оценивает его произведения, считая их слишком парафрастическими; с другой стороны, исследователь Майкл Робертс называет их представляющими интерес позднеантичными поэтическими сочинениями.
Творческое наследие автора велико, хотя многие его сочинения до нашего времени дошли лишь во фрагментах или не дошли вообще. Самым известным произведением Киприана стихотворное переложение Пятикнижия Моисеева, книги Иисуса Навина и книги Судей. Он опустил много ритуальных подробностей в книгах Левит, Чисел и Второзаконие и передал в своей поэме только чисто исторические события. В общем текст Киприана, согласно оценке ЭСБЕ, «довольно монотонен и часто совершенно лишён живости библейского рассказа». Попыток к отступлению от Библии практически нет, кроме так называемых cantica, то есть священных гимнов, встречающихся у него в трёх местах и написанных лирическими размерами. Весьма вероятно, что это переложение Св. Писания было предпринято Киприаном в целях школьного обучения. Установлено, что данная работа осталась незавершённой.
Из языческих поэтов он обширнее всего пользовался сочинениями Виргилия, затем Горация, Овидия, Персия и Ювенала, из христианских — Ювенка, Пруденция, Павлина Ноланского, Авсония и Клавдиана. Согласно ЭСБЕ, язык этой работы «весьма небогат», а просодия «преисполнена грубыми ошибками». Вероятно, это сочинение не имело особого успеха на его родине, но приобрело широкое распространение среди англосаксов: известно, что впоследствии им пользовались Альдхельм и Беда, Алкуин и Этельвульф. Труд Киприана долго приписывался то Авиту, то св. Киприану Карфагенскому, то Ювенку, то Тертуллиану.
Считается, что лишь Пейперу (нем. Rudolf Peiper) в XIX веке удалось пролить некоторый свет на личность поэта. Этому же учёному принадлежит и критическое издание собрания сочинений Киприана (в серии «Corpus scriptorum ecclesiasticorum Latinorum», том XXIII, Вена, 1891) вместе с указанием на специальную литературу; произведения Киприана до сих пор не переведены с латыни.

## Источник
- Малеин А. И. Циприан // Энциклопедический словарь Брокгауза и Ефрона : в 86 т. (82 т. и 4 доп.). — СПб., 1890—1907.